# Bradley Motor Company
Bradley Motor Company war ein britischer Hersteller von Automobilen.

## Unternehmensgeschichte
Tony Place gründete 1990 das Unternehmen in Whalley in der Grafschaft Lancashire. Er begann mit der Produktion von Automobilen und Kits. Der Markenname lautete Bradley. 1994 endete die Produktion. Thor Conversion Services aus Blackburn setzte die Produktion bis 1996 unter Beibehaltung des Markennamens fort.

## Fahrzeuge

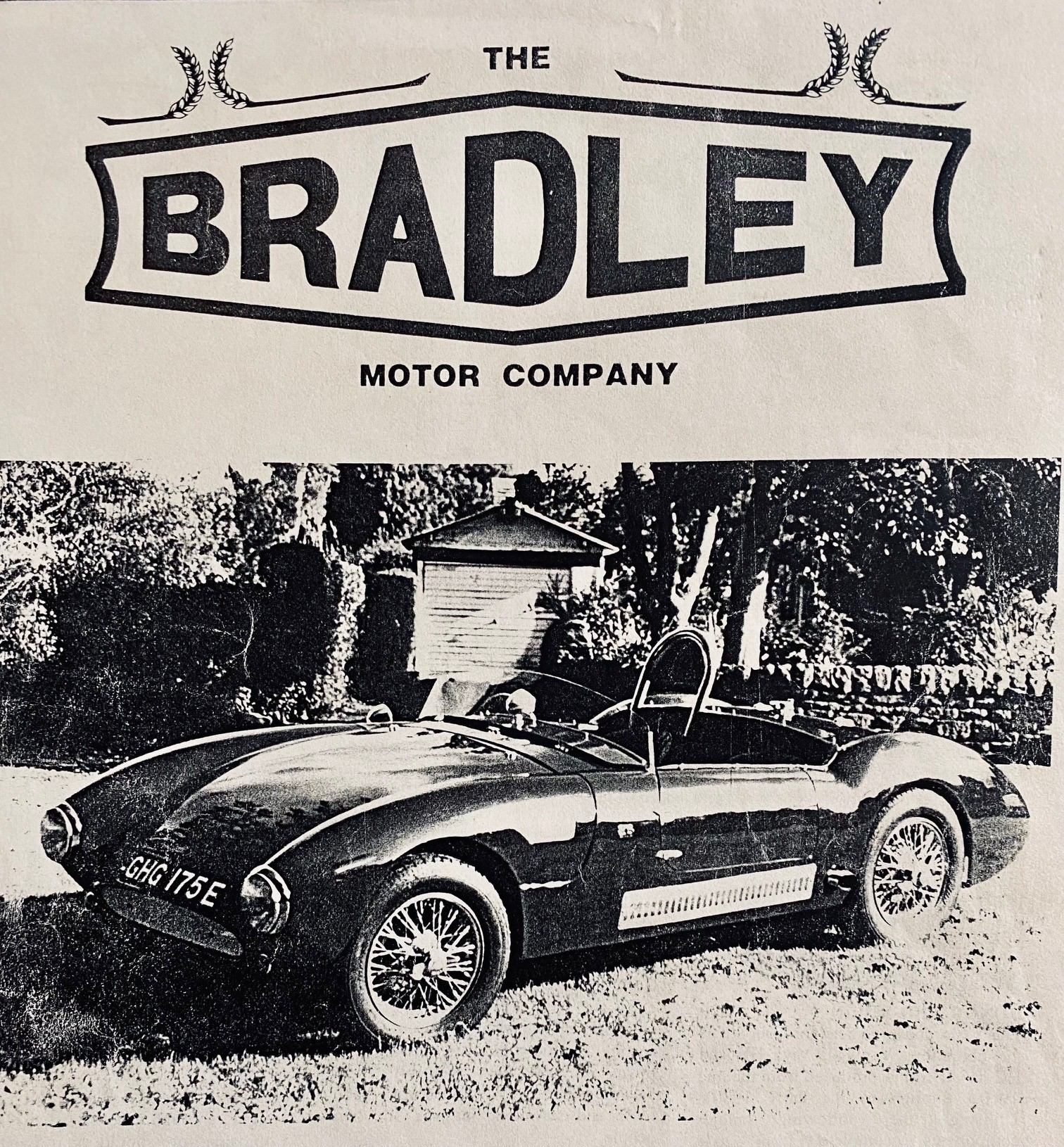
Bradley S61

Ein Modell war der S 61. Dies war ein flacher zweisitziger Roadster im Stile der 1950er Jahre, der den damaligen Fahrzeugen von Ashley Laminates und Falcon Cars ähnelte. Die Basis bildete ein Spaceframe-Fahrgestell. Anfangs wurden viele Teile vom Ford Ten oder vom Vauxhall Viva verwendet, später vom Ford Escort der zweiten Generation. Im November 1995 betrug der Preis für einen Bausatz 2702 Pfund inklusive Mehrwertsteuer. Von diesem Modell entstanden etwa zwei Exemplare.
Außerdem stand ein Modell mit Stahlrohrrahmen im Sortiment, das für die Aufnahme eines V8-Motors von Rover geeignet war.